# Anthorn
Anthorn – przysiółek w Anglii, w Kumbrii, w dystrykcie (unitary authority) Cumberland. Leży 21 km na zachód od miasta Carlisle i 432 km na północny zachód od Londynu. W latach 1870–1872 osada liczyła 181 mieszkańców.